# JAM FOR REAL
JAM FOR REAL（ジャム・フォー・リアル）は、fm osakaで2006年4月 - 同年12月まで毎週日曜日の22:00 - 22:55に放送されていたラジオ番組である。DJは久保田利伸。

## 概要
同年3月までJFN系列中37局で放送されていた「久保田利伸のプラネット・フレーヴァ」の後番組であった。
前番組と違い、fm osakaのみのローカル番組となっていた。この状況をフォローするため、同年7月3日より番組公式サイトにて10分程度に編集した上でストリーミング配信が行われていた。
前番組時代は番組中に数回のCMが入っていたが、同番組となってからはスポンサーが付いていなかったため、番組中にCMが入ることはなかった。